# Premis Pulitzer de 1929
Els següents són els Premis Pulitzer del 1929.

## Premis de periodisme
- Servei públic :
  - New York Evening World, per la seva efectiva campanya per corregir mals en l'administració de justícia, inclosa la lluita per frenar els "perseguidors d'ambulàncies", el suport al projecte de llei de "tanca" i mesures per simplificar el procediment, evitar el perjuri i eliminar la política dels tribunals municipals; una campanya que ha estat fonamental per aconseguir accions correctores.
  - Mencions honorífiques:[1]
    - El Brooklyn Daily Eagle, "per la seva campanya contra els 'perseguidors d'ambulàncies' que complementava la tasca del New York Evening World".
    - Chicago Tribune, "pel seu treball en relació amb les eleccions primàries".
    - St. Paul Dispatch i Pioneer Press, "per la seva campanya per a la conservació dels boscos".
- Informació:
  - Paul Y. Anderson, de St. Louis Post-Dispatch, per la seva tasca altament eficaç a l’hora de donar a conèixer una situació que va resultar en la revelació de la disposició dels Bons de Llibertat comprats i distribuïts per la Continental Trading Company en relació amb els arrendaments navals de petroli.[2]
- Correspondència:
  - Paul Scott Mowrer del Chicago Daily News, per la seva cobertura d'afers internacionals, inclòs el Pacte Naval Franco-Britànic i la campanya alemanya per a la revisió de el Pla Dawes.
- Redacció editorial:
  - Louis Isaac Jaffe, de The Virginian-Pilot, per "An Unspeakable Act of Savagery" (Un acte de salvatgisme inqualificable), "que és típic d'una sèrie d'articles escrits sobre el mal dels linxaments i amb èxit en la defensa de la legislació per evitar-los".

- Caricatura Editorial:

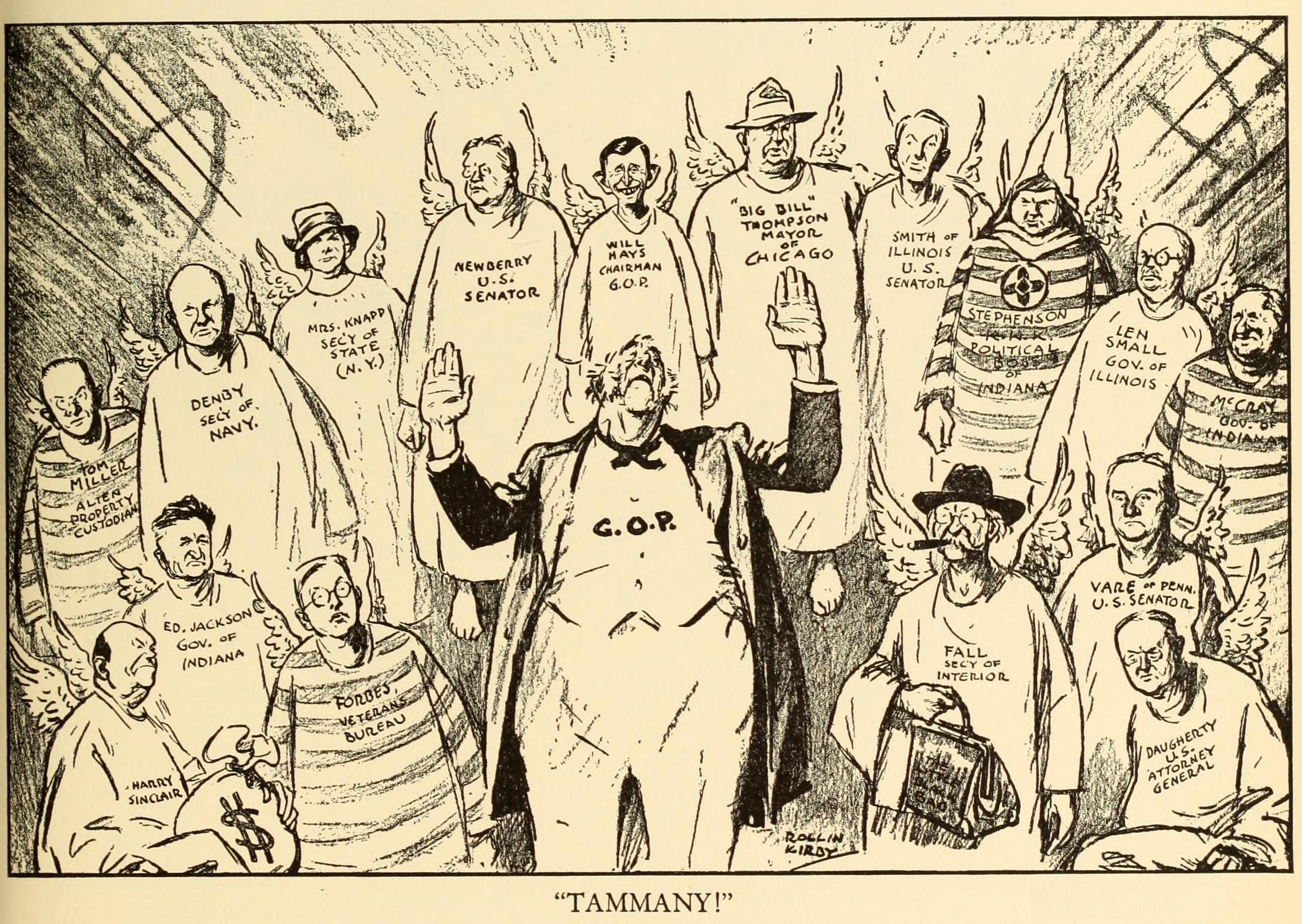
"Tammany!", La caricatura editorial guanyadora, retratava el Partit Republicà com hipòcrita per denunciar la maquinària demòcrata de Tammany Hall mentre molts republicans havien comès ells mateixos actes de corrupció.

  - Rollin Kirby, del New York World, per "Tammany!"

## Premis de lletres i teatre
- Novel·la:
  - Scarlet Sister Mary de Julia Peterkin (Bobbs)
- Teatre:
  - Street Scene (Escena de carrer) d'Elmer Rice (S. Francès)
- Història:
  - The Organization and Administration of the Union Army, 1861-1865 de Fred Albert Shannon (AH Clark)
- Biografia o autobiografia:
  - The Training of an American: The Early Life and Letters of Walter H. Page de Burton J. Hendrick (Houghton)
- Poesia :
  - John Brown's Body per Stephen Vincent Benét (Farrar)